# High Cross

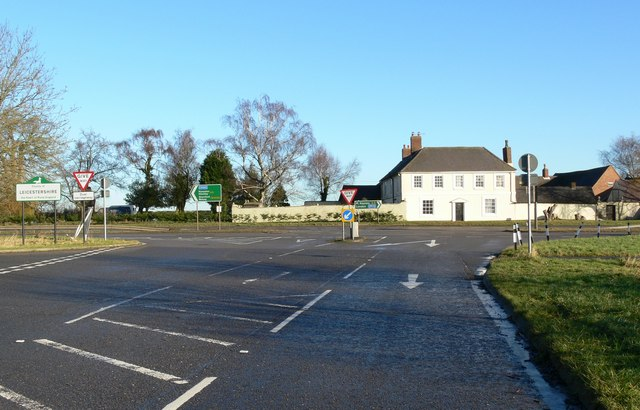
Le carrefour de High Cross vu depuis Fosse Way. Fosse Way se poursuit derrière la maison blanche.

High Cross est le nom d'un important carrefour romain entre les voies romaines de Fosse Way et Watling Street, près de l'actuel village de Claybrooke Magna, dans le Leicestershire, au Royaume-Uni. Un village romain appelé Venonis s'élevait à proximité.
De nos jours, cette portion de Watling Street est une partie de l'autoroute A5. La partie sud de Fosse Way est ici une petite route locale, tandis que sa partie nord est un chemin rural.